# Jawa Tongah
Jawa Tongah is een bestuurslaag in het regentschap Simalungun van de provincie Noord-Sumatra, Indonesië. Jawa Tongah telt 1447 inwoners (volkstelling 2010).